# Resurrection (Char-El)
Resurrection is het derde studioalbum van de Amerikaan Char-El. Het is zijn derde album in veertien jaar, Char-El is een aantal jaren buiten beeld gebleven. Het album is zijn wederopstanding (Engels: Ressurection) op het gebied van elektronische muziek annex newagemuziek. De muziek is afkomstig uit zijn archieven en zijn digaat opgepoetst en zo nodig aangepast met nieuwe muziek. Daarbij werd ook de digitale versie van de mellotron gebruikt. Dat instrument is (in analoge staat) berucht vanwege allerlei technische mankementen. Tegenwoordig is het een kwestie van een cd-rom in het apparaat stoppen en de mellotronklanken komen eruit. Die mellotronklanken zijn aangemaakt door de man achter de mellotron, Mike Pinder van de Moody Blues. De muziek doet religieus aan, maar is instrumentaal. De muziek is vergelijkbaar met die van Gandalf.

## Musici
- Char-El; allerlei analoge toetsinstrumenten;
- Bob Baratta – gitaar
- Todd Chuba – elektronisch slagwerk
- Doug Bonnell – slagwerk op tracks 3 en 11

## Tracklist
| Nr. | Titel                                   | Duur |
| --- | --------------------------------------- | ---- |
| 1.  | Cry of the spirit                       |      |
| 2.  | Acient temple                           |      |
| 3.  | There’s a better place (for you and me) |      |
| 4.  | Renewal                                 |      |
| 5.  | Reunion I                               |      |
| 6.  | Where dreams coem true                  |      |
| 7.  | Dawn over Atlantis                      |      |
| 8.  | For distant friends                     |      |
| 9.  | The inner light                         |      |
| 10. | Awakening                               |      |
| 11. | Only love                               |      |
| 12. | Myths of ancient realms                 |      |
| 13. | Pathways of light                       |      |
| 14. | Star dancing                            |      |
| 15. | Astral flight                           |      |
| 16. | The truth will set you free             |      |
| 17. | Reunion II                              |      |
| 18. | Remembering                             |      |
| 19. | True love’s light                       |      |